# اوشیرو گوشی
اوشیرو گوشی (به ژاپنی: 後腰)-(به انگلیسی: Ushiro goshi) یکی از فنون و تکنیک‌های دستهٔ ناگه-وازا رشتهٔ ورزشی جودو است که در زیردستهٔ کوشی-وازا دسته‌بندی می‌شود.